# CYTL1
CYTL1‏ (Cytokine like 1) هوَ بروتين يُشَفر بواسطة جين CYTL1 في الإنسان.